# Диона (сателит)
Диона (грч. Διώνη) је природни сателит Сатурна кога је открио италијански астроном Ђовани Доменико Касини 1684. године.Такође је позната под именом Сатурн 4.

## Име
Име је добила по грчкој богињи Диони. Касини је назвао четири сателита које је открио (Тетис, Диону, Реју и Јапет) „Лујевим звездама“ (Sidera Lodoicea) у част француског краља Луја XIV. Касини је пронашао Диону уз помоћ телескопа велике жижне даљине који је био постављен у Париској опсерваторији. Сателити Сатурна нису добили своје име све до 1847. када је Џон Хершел, син Вилијама Хершела предложио да они добију имена према Титанима (сестре и браћа Хрона).

## Орбита
Велика полуоса Дионе је око 2% мање од велике полуосе Земљиног Месеца. Међутим, због Сатурнове веће масе, орбитални период Дионе износи једну десетину Месечевог. Диона тренутно орбитира у резонанци са Сатурновим месецом Енцеладом у односу 1:2. Ова резонанца помаже да се одржи Енцеладов ексцентрицитет (0.0047). Диона има два ко-орбитална, тројанска месеца – Хелену и Полидеук.

## Физичке карактеристике
Са својих 1122 км у пречнику, Диона је 15. по величини месец у Сунчевом систему, и има већу масу од свих познатих сателита који су мањи од ње. Састоји се углавном од воденог леда, али као трећи најгушћи сателит из Сатурновог система (након Енцелада и Титана, чији густина је повећана за гравитационом компресијом) она мора садржати значајан удео (46%) гушћег материјала као што су силикатне стене. Иако је нешто мања и гушћа, Диона је веома слична Реји. Они имају сличне карактеристике попут албеда и разноврсног терена, као и различиту водећу и пратећу хемисферу. Водећа хемисфера је прекривена кратерима и светле је боје, док се на његовој пратећој хемисфери запажају необичне светле ледене литице.
При фотографисању повшине Дионе 1980. сонда Војаџер 1 је снимила праменасте структуре на пратећој хемисфери. Порекло ових облика није било познато, све што се знало је да та материја има високе вредности албеда. Једна од претпоставки је да је убрзо након формирања Диона била геолошки активна, а неки процеси као што је ледени вулканизам променили су већи део њене повшине. Након престанка унутрашње активности дошло је до стварања бројних кратера, превасходно на водећој хемисфери, што је на њој избрисало праменасте структуре. Ипак, ова теорија је одбачена након анализе снимака са сонде Касини 13. децембра 2004. године. Они су показали да су праменови у ствари ледене литице створене тектонским покретима.
Ледена површина Дионе састоји се од терена веома испуњеног кратерима, равница нешто мање испуњених кратерима и области са тектонским пукотинама. Поједини кратери достижу до 100 км у пречнику. Већи део терена испуњеног кратерима се налази на пратећој хемисфери, док су равнице на водећој хемисфеери. Будући да на Диони постоји много кратери већих од 35 км могуће је да је она више пута мењала период ротације током бомбардовања астероидима у својој геолошкој историји . 

## Галерија
|  |  |  |  |  |